# Sternoklavikularled

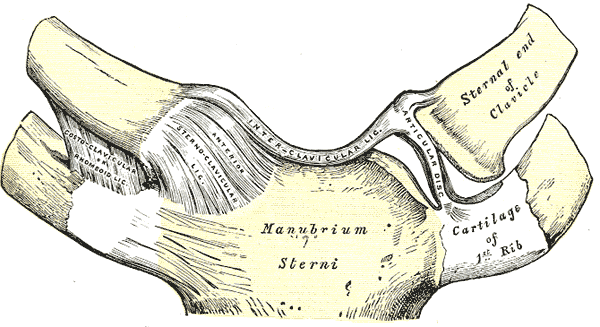
Sternoklavikularleden, ventral vy.
Illustration: Gray's anatomy. (PD)

Sternoklavikularled (latin: articulatio sternoclavicularis) är, i människans kropp, en synovialled mellan nyckelbenet (clavicula) och bröstbenet (sternum). Det är den enda led som övre extremiteten har med bröstkorgen (thorax). Leden kallas också inre nyckelbensleden.
Nyckelbenets ledyta ledar mot en betydligt mindre ledpanna i bröstbenet (manubrium sterni incisura clavicularis). Leden omges av ett ligamentlager som är tjockare kring nyckelbenet.
I leden ingår även det första revbensbrosket.
Ligament i denna led:
- Capsula articularis
- Lig. sternoclaviculare anterius
- Lig. sternoclaviculare posterius
- Lig. interclaviculare
- Lig. costoclaviculare
- Discus articularis